# Анисимов, Вячеслав Александрович
Вячеслав Александрович Анисимов (род. 4 марта 1955) — украинский политик.

## Биография
Родился 04.03.1955 в г. Днепродзержинск, Днепропетровская область.
Образование: Днепродзержинский индустриальный институт (1984), инженер-металлург.
В 03.2006 кандидат в народные депутаты Украины от КПУ, N 70 в списке. На время выборов: нар. деп. Украины, чл. КПУ.
Народный депутат Украины 4 созыва 04.2002-04.06, выб. окр. N 30, Днепропетровская обл., выдвинут. КПУ. По 23,55 %, 15 соперн. На время выборов: корреспондент газеты «Знамя Дзержинки» (Днепродзержинск), член КПУ. Чл. фракции коммунистов (с 05.2002), чл. Комитета по вопросам свободы слова и информации (с 06.2002).
1970-74 — ученик, Днепродзержинский металлургический тех-м. 1973-75 — слесарь по ремонту металлургического оборудования, дежурный слесарь мартеновского цеха N 2, Днепровский металлургический з-д им. Ф. Э. Дзержинского, г. Днепродзержинск. 1975-77 — служба в армии. 1978-80 — подручный сталевара мартеновского цеха N 2, Днепровский металлургический з-д им. Ф. Э. Дзержинского. 1980-85 — слесарь-монтажник, гол. механик СУ 250, трест «Днепрометаллургмонтаж», г. Днепродзержинск. 1985-89 — инструктор орготдела, Брежневский заводской РК КПУ г. Днепродзержинска. 1989—2006 — формовщик, СПТУ-2 4 г. Днепродзержинска. 1996—2002 гг. — корреспондент, газета «Знамя Дзержинки» ОАО «Днепровский металлургический комбинат им. Ф. Э. Дзержинского».
С апреля 2002 по март 2005 — Народный депутат Украины 4-го созыва, избран по избирательному округу № 30 (Днепропетровская область. Член Коммунистической партии Украины.